# Alicia Rodriguez
Alicia Rodriguez Puerto Ricó-i nacionalista, akit zendülés szervezése és más bűncselekmények miatt 55 év büntetést kapott. 1981. február 18-án ítélték el, és még aznap egy amerikai szövetségi börtönbe került. Azonban 1999. szeptember 7-én, miután Bill Clinton rá is kiterjesztette a közkegyelmet, szabadon engedték.

## Fiatalkora és magánélete
Alicia 1953-ban Chicagóban született. Ő szülei első gyermeke, aki az USA-ban látta meg a napvilágot. Alicia beiskolázása után gyorsan rájött, hogy nem sok jót hozott az életében az, hogy amerikainak született. Tanárai és felsőbb éves társai Puerto Ricó-i szüleit, családját, nyelvét és kultúráját teljesen idegennek és ellenségesnek tekintették. Mikor a középiskola elvégzése után életében először Puerto Ricóban járt, megváltozott az élete. Mikor harmadszor és mint a Chicagói Illinoisi Egyetem biológia szakos hallgatója utoljára járt a szigeteken, belefájdult a szíve, mikor meglátta, az ipari szennyezés hogyan teszi tönkre a sziget élővilágát. Elhatározta, hogy nem más, mint a bajok gyökere ellen veszi fel a harcot. Ez pedig szerinte nem más, mint a gyarmatosítás.

## Zendülés szervezése
Rodriguezt 11 társával együtt 1980. április 4-én tartóztatták le. 1974. óta több mint 100 robbantással vagy robbantási kísérlettel hozták összefüggésbe. Mindezek célja Puerto Rico függetlenségének kivívása volt. Tárgyalásuk alatt mindegyikük hadifogolynak vallotta magát, és megtagadták a tárgyaláson való aktív közreműködést.
Egyik, a nevükhöz kapcsolódó robbantásnak sem volt halálos áldozata vagy sérültje. Rodriguezt zendülés szervezése és más kapcsolódó bűncselekmények miatt összesen 55 évnyi, szövetségi börtönben letöltendő szabadságvesztésre ítélték. A többi elítélt Puerto Ricó-i nacionalista között volt olyan, aki zendülés, honvédségi jármű hatalomba kerítése, ellopott jármű államok közötti szállítása, az államok közötti kereskedelmi jog megsértése és bűncselekmények előkészítése miatt több mint 90 évig tartó, szövetségi börtönben letöltendő büntetésre ítéltek. A zendüléssel kapcsolatban elítélteket mentesítették a robbantásokban való részvétellel kapcsolatos vádak alól. Ezek közé tartozott a bombagyártás és a fegyveres rablás előkészítése is. Mindenkit elítéltek amiatt, mivel fegyverrel próbálták meg megdönteni az Egyesült Államok Puerto Ricó-i Kormányának hatalmát.

## Az emberi jogok megsértése
A FALM bebörtönzött tagjainak emberi jogait több jelentés szerint is megsértették. Az elítélteket a családjuktól távoli börtönökben helyeztek el, többeket szexuálisan zaklattak. Voltak olyanok, akiktől megtagadták a szükséges orvosi ellátást, másokat pedig minden indok nélkül föld alatti, elszeparált zárkákban helyeztek el. Az Amnesty International és a Képviselőház Bírósági, Szellemi Tulajdonjogi és Büntetéseljárási Albizottsága egyaránt kifogásolta a körülményeket.

## Politikai elítéltek
Éveken keresztül több belföldi és nemzetközi szervezet is politikai fogolyként tekintett Rodriguezre. Alicia Rodriguez végül 1999. szeptember 10-én szabadult ki. Bill Clinton ekkor írta alá a kegyelmi kérvényét. Clinton Desmond Tutut és Jimmy Carter volt elnököt említette meg, hogy ők jártak a fejében, miközben elfogadta Rodriguez kegyelmi kérvényét. Ezután a többi, szintén Puerto Rico függetlenedése miatt bebörtönzött foglyot is politikai fogolynak minősítettek. Néhányan keményebben, mások szelísebben adtak hangot ezen véleményüknek.